# Ayungon
Ayungon is een gemeente in de Filipijnse provincie Negros Oriental. Bij de laatste census in 2007 had de gemeente bijna 43 duizend inwoners.

## Geografie

### Bestuurlijke indeling
Ayungon is onderverdeeld in de volgende 22 barangays:
| - Amdus - Jandalamanon - Anibong - Atabay - Awa-an - Ban-ban - Calagcalag - Candana-ay - Carol-an - Gomentoc - Inacban - Iniban | - Kilaban - Lamigan - Maaslum - Mabato - Manogtong - Nabhang - Tambo - Tampocon I - Tampocon II - Tibyawan - Tiguib - Poblacion |

## Demografie
Ayungon had bij de census van 2007 een inwoneraantal van 42.643 mensen. Dit zijn 1.899 mensen (4,7%) meer dan bij de vorige census van 2000. De gemiddelde jaarlijkse groei komt daarmee uit op 0,63%, hetgeen lager is dan het landelijk jaarlijks gemiddelde over deze periode (2,04%).